# میکرومهره

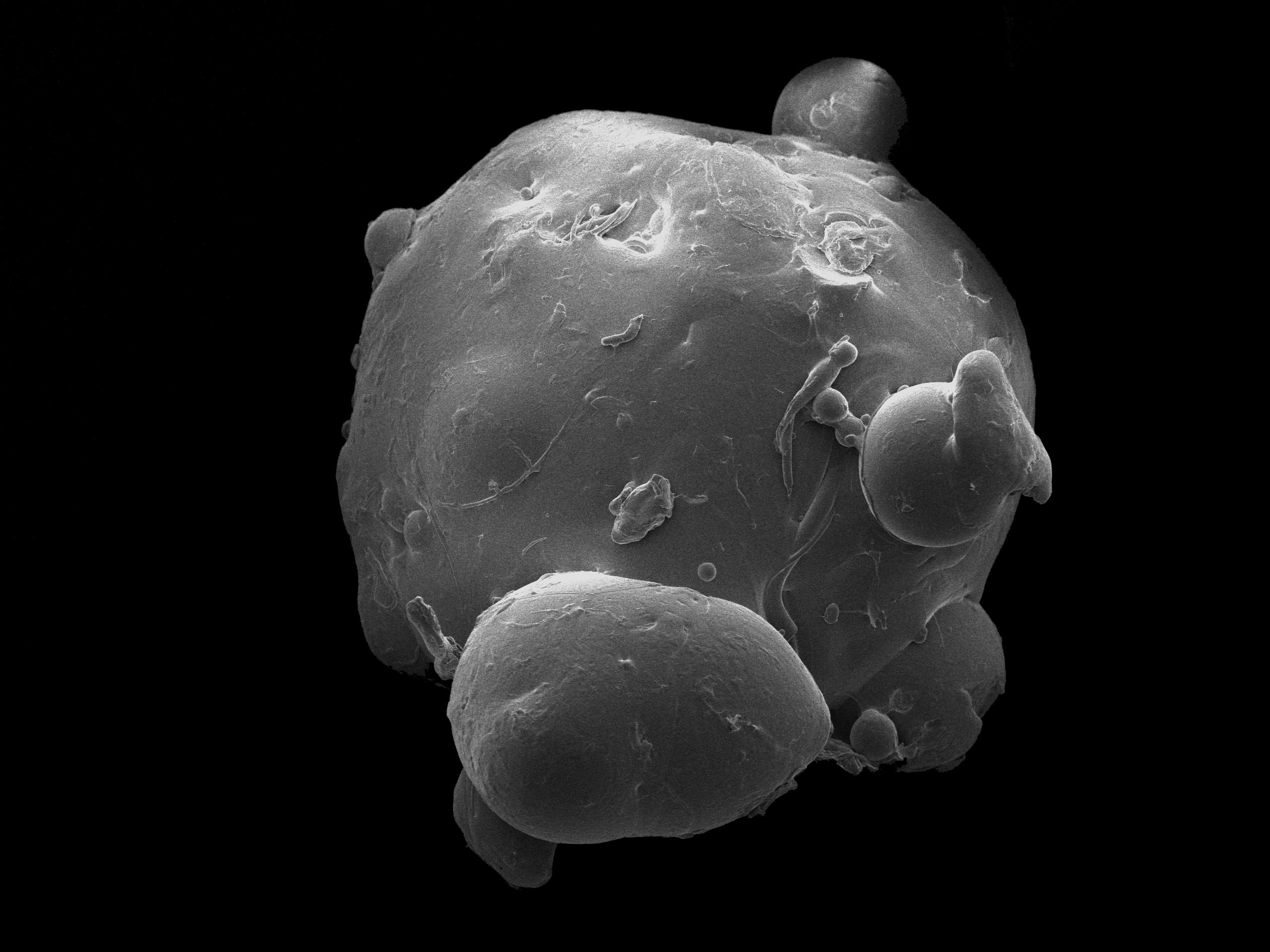
تصویر یک میکرومهره توسط میکروسکوپ الکترونی روبشی

میکرومهره‌ها (انگلیسی: Microbead) ذرات پلاستیکی جامدی هستند که ابعاد آنها در بزرگ‌ترین حالت از ۱ میلیمتر بیشتر نیست. آنها اغلب از پلی اتیلن ساخته می‌شوند اما می‌توانند از دیگر پلاستیک‌های پتروشیمی مانند پلی پروپیلن و پلی استایرن نیز ساخته شده باشند. ابعاد سایزهای تجاری موجود آن از ۱۰ میکرون تا ۱ میلیمتر می‌باشد. دمای ذوب پایین و تغییر فاز سریع باعث شده میکرومهره‌ها برای ساخت ساختارهای متخلخل در برخی سرامیک‌ها و دیگر مواد کاربرد فراوانی داشته باشند. آن‌ها در مواد مراقبت شخصی لایه برداری پوست، خمیر دندان و تحقیقات زیست‌پزشکی و علوم پزشکی مورد استفاده قرار می‌گیرند.
میکرومهره‌ها می‌توانند آلودگی آب توسط ذرات پلاستیکی را ایجاد نمایند و خطر زیست‌محیطی را برای حیوانات آبزی در آب‌های آب شیرین و اقیانوس‌ها ایجاد کنند. چندین کشور استفاده از میکرومهره‌ها را در لوازم آرایشی شستشو شونده ممنوع کرده‌اند، از جمله ایالات متحده، کانادا، فرانسه، نیوزیلند، سوئد، تایوان و انگلیس.